# Megan Abbott
Pour les articles homonymes, voir Abbott.
Œuvres principales
- Adieu Gloria

Megan Abbott, née le 21 août 1971 à Detroit dans le Michigan, est une écrivaine américaine, auteure de roman policier. Elle a aussi écrit des essais sur le roman noir.

## Biographie
Elle passe son enfance dans la banlieue de Detroit et est diplômée de l'université du Michigan où elle obtient un doctorat en littérature anglaise et américaine.
Elle débute en 2005 avec le roman Red Room Lounge (Die A Little) puis Absente (The Song is You) en 2006. Ce roman est une œuvre de fiction basée sur la disparition de l'actrice Jean Spangler à Los Angeles pendant les années 1940 et ayant connu un grand retentissement médiatique, cette affaire suivant celle du Dahlia Noir et n'étant également jamais résolue.
Elle écrit Adieu Gloria (Queenpin) en 2007 et remporte le prix Edgar-Allan-Poe du meilleur livre de poche original en 2008. Selon Yann Plougastel, dans Adieu Gloria « elle renverse d'un point de vue féministe les codes du roman noir, avec des héroïnes, certes en talons aiguilles et robe fourreau, mais aussi dures à cuire que leurs équivalents masculins. L'argent, le sexe et le pouvoir sont, pour elles aussi, un moteur existentiel... ».
Elle poursuit son œuvre avec Envoûtée (Bury Me Deep) qui s'inspire de l'histoire de Winnie Ruth Judd (en), une américaine reconnue coupable de meurtre dans les années 1930. En 2011, elle publie La Fin de l'innocence (The End of Everything) suivi de Vilaines filles (Dare Me) en 2012.
En 2014, elle fait paraître Fièvre (The Fever).
Elle remporte le Prix Macavity et le Prix Anthony de la meilleure nouvelle 2016 pour The Little Men.

## Œuvre

### Romans
- Die A Little (2005) Publié en français sous le titre Red Room Lounge, traduit par Jean Esch, Paris, Éditions du Masque, 2011, réédition Le Livre de poche no 33428, 2012 (ISBN 978-2-7024-3458-1) ; réédition, Paris, LGF, coll. « Le Livre de poche » no 33428, 2014  (ISBN 978-2-253-16151-6)
- The Song is You (2007) Publié en français sous le titre Absente, traduit par Benjamin Legrand, Paris, Sonatine Éditions, 2009 (ISBN 978-2-35584-029-6) ; réédition, Paris, LGF, coll. « Le Livre de poche » no 32151, 2011 (ISBN 978-2-253-13418-3)
- Queenpin (2007) Publié en français sous le titre Adieu Gloria, traduit par Nicolas Richard, Paris, Éditions du Masque, 2011 (ISBN 978-2-7024-3457-4) ; réédition, Paris, LGF, coll. « Le Livre de poche »no 32587, 2012 (ISBN 978-2-253-16150-9)
- Bury Me Deep (2009) Publié en français sous le titre Envoûtée, traduit par Jean Esch, Paris, Éditions du Masque, 2013 (ISBN 978-2-7024-3485-7)
- The End of Everything (2011) Publié en français sous le titre La Fin de l'innocence, traduit par Isabelle Maillet, Paris, Jean Claude Lattès, 2012 (ISBN 978-2-7096-3528-8) ; réédition, Paris, LGF, coll. « Le Livre de poche » no 33100, 2013 (ISBN 978-2-253-17765-4)
- Dare Me (2012) Publié en français sous le titre Vilaines Filles, traduit par Jean Esch, Paris, Jean Claude Lattès, 2014 (ISBN 978-2-7096-4385-6) ; réédition, Paris, LGF, coll. « Le Livre de poche » no 33792, 2015 (ISBN 978-2-253-18430-0)
- The Fever (2014) Publié en français sous le titre Fièvre, Paris, Jean Claude Lattès, 2015 (ISBN 978-2-7096-4693-2) ; réédition, Paris, LGF, coll. « Le Livre de poche » no 34250, 2016 (ISBN 978-2-253-08600-0)
- The Little Men (2015) Publié en français sous le titre Les Ombres de Canyon Arms, traduit par Aline Weill, Paris, Ombres noires, 2016 (ISBN 978-2-08-138334-0)
- You Will Know Me (2016) Publié en français sous le titre Avant que tout se brise, Paris, Le Masque, 2016 (ISBN 978-2-7024-4644-7) ; réédition, Paris, LGF, coll. « Le Livre de poche » no 34622, 2017 (ISBN 978-2-253-08680-2)
- Give Me Your Hand (2018)
- The Turnout (2021) Publié en français sous le titre Première, Paris, Éditions Jean-Claude Lattès, 2022 (ISBN 978-2-709-66863-7)
- Beware the Woman (2023) Publié en français sous le titre Attention à la femme, Paris, Éditions de l'Aube, 2025
- El Dorado Drive (2025)

### Nouvelles
- Policy (2006)
- Today We Hit (2007)
- Our Eyes Never Stopped Opening (2007)
- Hollywood Lanes (2007)
- Cheer (2008)
- It's Like a Whisper (2009)
- Snowberries (2010)
- The Girl (2011)
- All I Want Is Everything (2011)
- My Heart is Either Broken (2013) Publié en français sous le titre Soit mon cœur est gelé, dans l'anthologie Dangerous Women, tome 2, Paris, Éditions J'ai lu, 2017  (ISBN 978-2-290-10594-8)
- Little Men (2015)
- Girlie Show (2016)
- Oxford Girl (2016)

### Essais
- The Street Was Mine: White Masculinity in Hardboiled Fiction and Film Noir (2002)  (ISBN 978-0-3122-9481-6)

## Télévision
- 2017 : The Deuce (série) : scénariste, 3 épisodes
- depuis 2019 : Dare Me (série, adaptation de son roman Vilaines filles) : co-développeuse, co-showrunner, scénariste et productrice déléguée

## Récompenses

### Prix
- Prix Edgar-Allan-Poe : meilleur livre de poche original (Best Paperback Original) en 2008 pour Adieu Gloria (Queenpin)[4]
- Prix Barry 2008 du meilleur livre de poche original pour Adieu Gloria (Queenpin)[5]
- Prix Macavity de la meilleure nouvelle 2016 pour The Little Men[6]
- Prix Anthony de la meilleure nouvelle 2016 pour The Little Men[7]
- Prix Anthony de la meilleure nouvelle 2017 pour Oxford Girl[7]

### Nominations
- Prix Anthony 2006 du meilleur premier roman pour Die a Little[7]
- Prix Barry 2006 du meilleur premier roman pour Die a Little[5]
- Prix Edgar-Allan-Poe 2006 du meilleur premier roman pour Die a Little[4]
- Prix Anthony 2008 du meilleur livre de poche pour Queenpin[7]
- Prix Hammett 2009 pour Bury Me Deep[8]
- Prix Anthony 2010 du meilleur livre de poche pour Bury Me Deep[7]
- Prix Barry 2010 du meilleur livre de poche pour Bury Me Deep[5]
- Prix Edgar-Allan-Poe 2010 du meilleur livre de poche pour Bury Me Deep[4]
- Prix Macavity 2010 du meilleur roman pour Bury Me Deep[6]
- Prix Anthony 2012 du meilleur roman pour The End of Everything[7]
- Prix Steel Dagger 2012 pour Dare Me[9]
- Prix Anthony 2013 du meilleur roman pour Dare Me[7]
- Prix Thriller 2015 du meilleur roman pour The Fever[10]
- Prix Anthony 2017 du meilleur roman pour You Will Know Me[7]
- Prix Steel Dagger 2017 pour You Will Know Me[9]
- Prix Macavity 2017 du meilleur roman pour You Will Know Me[6]
- Prix Thriller 2017 du meilleur roman pour You Will Know Me[10]
- Prix Anthony 2019 du meilleur roman pour Give Me Your Hand[7]
- Prix Steel Dagger 2019 pour Give Me Your Hand[9]
- Prix Thriller 2022 du meilleur roman pour The Turnout[10]